# Shelley (film)
Shelley este un film de groază dramatic danez din 2016. Este regizat de  Ali Abbasi. A fost prezentat la secțiunea Panorama la a-66-a ediţie a Festivalului Internațional de Film de la Berlin.

## Prezentare
Louise și Kasper, un cuplu danez, locuiesc într-o vilă izolată în mijlocul pădurii în armonie cu natura, departe de viața modernă, tehnologie și chiar de electricitate. Cel mai mare vis al Louisei este de a avea un copil, dar ea nu mai poate fi mamă din punct de vedere medical. Ea decide în cele din urmă, din disperare, să facă o înțelegere cu Elena, camerista lor care muncește pentru a-i lua copilului ei de 5 ani un apartament la București. Elena acceptă să poarte copilul lui Louise ca mamă surogat, în schimbul unei sume mari de bani. Copilul din ea crește prea repede, lucru care afectează viața tuturor ca o forță a răului.

## Distribuție
- Björn Andrésen - Leo
- Ellen Dorrit Petersen - Louise
- Kenneth M. Christensen - Simon
- Cosmina Stratan - Elena
- Patricia Schumann -  Nanna
- Peter Christoffersen - Kasper
- Marianne Mortensen - Isabella
- Marlon Kindberg Bach - Sigurd